# 小行星6036
小行星6036（英語：6036 Weinberg）是一颗围绕太阳公转的小行星。1988年2月13日，艾瑞克·怀特·埃尔斯特在拉西拉天文台发现了此天体。
这颗小行星的绝对星等为150.4525740498007等。